# Erik Wolf
Erik Wolf (* 13. Mai 1902 in Biebrich; † 13. Oktober 1977 in Oberrotweil) war ein deutscher Rechtsphilosoph, Straf- und Kirchenrechtler.

## Leben

### Studium und Lehrtätigkeit
Erik Wolf verbrachte seine Kindheit in Biebrich und ab 1914 in Basel. Seine Schullaufbahn wurde durch eine langwierige Erkrankung an Tuberkulose unterbrochen, die ab 1912 zahlreiche längere Sanatoriumsaufenthalte in der Schweiz notwendig machte, so dass er Privatunterricht erhielt. Im Herbst 1920 legte er vor einer Kommission des Provinzialschulkollegiums in Frankfurt am Main als „Extraneer“ das Abitur ab und studierte anschließend drei Semester Volkswirtschaft und Rechtswissenschaft an der Goethe-Universität Frankfurt am Main, danach Rechtswissenschaft und Geschichte an der Friedrich-Schiller-Universität Jena. Dort wurde er 1924 bei Franz Wilhelm Jerusalem mit einer Arbeit über „Die Entwicklung des Rechtsbegriffs im reinen Naturrecht“ zum Dr. jur. promoviert. Dem folgten weitere Studien an der Universität Heidelberg, wo er 1925 Wissenschaftlicher Assistent wurde.
1927 habilitierte er sich in Heidelberg bei Alexander Graf zu Dohna und nach dessen Wechsel nach Bonn bei Gustav Radbruch über das Thema „Strafrechtliche Schuldlehre“. Dieses Werk gilt als die „klassische“ Darstellung einer am Neukantianismus orientierten Schuldtheorie. 1927/28 hatte Wolf eine dreisemestrige Vertretungsprofessur in Strafrecht und Rechtsphilosophie an der Universität Kiel inne und wurde anschließend für drei Semester zum ordentlichen Professor für Strafrecht an der Universität Rostock berufen. Anlässlich eines Kant-Vortrages am 15. Juni 1928 in Kiel lernte Wolf den Philosophen Martin Heidegger kennen. In seiner Rezension von Gerhart Husserls 1929 erschienener Schrift „Recht und Welt“ schlug er vor, die zivilrechtliche Rechtsfähigkeit nicht mehr am Rechtssubjekt festzumachen, sondern an der „Rechtsperson“, sodass nicht mehr jeder Mensch Träger ziviler Rechte sein würde, sondern nur noch diejenigen, die die Rechtsordnung unterstützen.
1930 war er zunächst Professor an der Universität Kiel, erhielt aber noch im gleichen Jahr einen Ruf auf den Lehrstuhl für Geschichte der Rechtswissenschaft und Rechtsphilosophie an der Albert-Ludwigs-Universität Freiburg. Dort wurde er durch Gerhart Husserl in den Kreis um den Philosophen Edmund Husserl eingeführt, wo er Eindruck machte. Das von ihm in Freiburg gegründete Seminar für Strafvollzugskunde war die erste Einrichtung dieser Art in Deutschland.
Seine Freiburger Antrittsvorlesung hielt Wolf am 12. November 1931. Darin wandte er sich unter Einfluss des phänomenologischen Personalismus Heideggers und Gerhart Husserls gegen eine vorwiegend biologisch und psychologisch ausgerichtete Deutung des Täterbegriffs, indem er im Täter eine „besondere Form des In-der-Welt-Seins des Menschen“, einen „plötzlichen oder dauernden Verfall der Rechtsgesinnung“ sah. Die Bestrafung müsse sich an den Folgen orientieren, die dieser „Verfall“ für die Gemeinschaft habe. Damit wandte er sich bereits der „sozial-autoritären“ kriminalpolitischen Strömung zu.
Wolf lehnte Cesare Lombrosos Theorie vom „geborenen Verbrecher“ ab und meinte 1933, die Kriminalbiologie habe „zur Entwesung des Strafrechts beigetragen“.

### Bekenntnis zum Nationalsozialismus
Unter dem Einfluss Martin Heideggers geriet Wolf 1933/34 in den Bann der NS-Ideologie. 1933 begrüßte er die Machtergreifung der Nationalsozialisten. Im Sommer 1933 trat Wolf dem NS-Juristenbund bei. Heidegger, damals Rektor in Freiburg, ernannte Wolf am 1. Oktober 1933 zum ersten Dekan der Rechts- und Staatswissenschaftlichen Fakultät nach der Machtübernahme.
Für den Rechtswissenschaftler Christoph M. Scheuren-Brandes gehörte Wolf zu Beginn des Dritten Reiches zu den jungen Rechtslehrern, die dem nationalsozialistischen System mit Enthusiasmus folgten. Er vertrat die Lehre vom Volkstum und Führertum als Rechtsquelle, und, eingebunden in die Lehre von der Verbindung von Recht und Blut, erhob er die Rasse zum Rechtsprinzip und feierte das Volk als Rassengemeinschaft. Dem Aufbau eines totalen Staates stimmte er gleichfalls zu.
Nach dem Rücktritt Heideggers als Rektor trat Wolf im April 1934 vom Dekanat zurück. Der Freiburger Philosoph Max Müller kommentierte: „Zunächst wurde Wolf […] von seiner Fakultät desavouiert, weil er sich gewissermaßen als unreflektierter Heideggerianer zu entpuppen schien. Gemeinsam hatte er mit Heidegger, daß die Partei ihm absolut fremd blieb. Wolf ließ sich, ursprünglich ein Anhänger Georges, auch von romantischen Vorstellungen leiten. Ihn faszinierte, wie Heidegger, die Großartigkeit des Geschehens. Ja, bei ihm kam noch ein gewisser Ästhetizismus hinzu.“

#### Richtiges Recht im nationalsozialistischen Staat (1933)
Seine Freiburger „Dekanatsrede“ hielt Erik Wolf am 7. Dezember 1933 unter dem Titel „Richtiges Recht im nationalsozialistischen Staat“. Dieser Vortrag gehörte zu einer für Studenten verpflichtenden Vortragsreihe über „Aufgaben des geistigen Lebens im nationalsozialistischen Staate“. Wolfs Rede betonte den Volksgeist als Rechtsquelle: „Richtiges Recht im nationalsozialistischen Staat ist also ein dem Wesen des Volkes gemäßes Recht“. Für Wolf war, laut dem Philosophen Reinhard Mehring, demnach nicht der demokratisch festgestellte Volkswille, sondern das „Wesen“ des Volkes rechtmäßig.
„Recht gehört zum ursprünglichen Wesen des Menschen selbst, denn das Wesen des Menschen erkennen wir mit daran, daß es eine Welt des Rechtes hat. Unabwendbar ist dieses In-der-Welt-des-Rechts-sein und unabweisbar folgt aus ihm das Fragen nach dem richtigen Recht. Es ist kein Ergebnis neuzeitlichen Grübelns und meint nichts auf Papier geschriebenes. Es ist etwas im Blute lebendes.“
Laut Reinhard Mehring hebt Wolf die Formung des Volksgeistes aus dem „Erlebnis der Rasse“ hervor, das er näher jedoch nicht als biologisches Faktum, sondern als ein „Gemeinschaftserlebnis“ fasst. Gemäß Faye übernahm Wolf rassistische und eugenische Argumentationsmuster:
„Es wächst die Einsicht, daß ein Volksrecht die Tatsache des rassischen Volksursprungs nicht übersehen darf. Dabei sollte die Frage des Anteils der verschiedenen arischen Rassen am Aufbau unseres Volkstums nicht in den Vordergrund treten. Sie dürfte leicht zu einem einheitsgefährdenden Rangstreit führen. Am Rechtsaufbau des nationalsozialistischen Staates müssen alle deutschen Stämme teilnehmen und teilhaben. Die juristische Bedeutung des Rassegedankens kann nicht in einer rechtlichen Bevorzugung nordischer Rassetypen gegenüber den andern liegen.“
Insbesondere gegen diese letzte Bemerkung polemisierte Helmut Merzdorf, „Leiter der Abteilung Presse der Reichsstelle zur Förderung des deutschen Schrifttums“, 1935 im NS-Kampfblatt „Der Alemanne“ und warf Wolf „mangelnde Orthodoxie in der Rassenfrage“ vor. Überhaupt sei in der Wolfschen Rede „das klare Wesen der Rasse in einen höchst unklaren Begriff zerredet“.
Gemäß Reinhard Mehring übersetzte Wolf in den ersten Jahren der nationalsozialistischen Herrschaft seinen in den strafrechtlichen Programmschriften deutlich hervortretenden Personalismus in ein ständisches Rechtsideal. Er kritisierte die „Ersetzung der geistigen Idee des Staates durch den natürlichen Begriff der Gesellschaft“ und wähnte seine Position in Übereinstimmung mit dem Nationalsozialismus, wenn er meinte:
„Die Kritik der Gegenwart verwirft die Ideologien der bisherigen Reformbewegung, weil sie die beiden Grundwerte des Strafrechts: Staat und Person, entwertet hat. Mit dem Ersatz dieser Werte durch die Ideen des Individuums und der Gesellschaft ist trotz schärferer Erfassung der psychologischen und klarerer Einsicht in die soziologischen Ursachen des Verbrechens nichts Wesentliches gewonnen worden.“
Nach Auffassung von Mehring war hier der Nationalsozialismus deutlich nur als „bestimmte Negation Weimars“ begriffen und damit „in seinem Wesen verkannt“. Wolf, so Mehring, berief sich auf die großen deutschen Rechtsdenker wie Eike von Repkow und nicht auf die NS-Doktrin, nach der der Führer den Volksgeist erhört und ausspricht. Er habe im Ständestaat „Das Rechtsideal des nationalsozialistischen Staates“ gesehen, laut seiner Auffassung eine „Ewig-Wesentliche“ „Ordnung Gottes“. Er verpflichtete die Amtsträger auf die Idee der „Gemeinnützigkeit“ und forderte „Gemeinnutz vor Eigennutz“ bis zur Bereitschaft, auch „gegen die verständige Erfahrung mit dem Führer zu ziehen“. Schließlich suchte er den totalen Staat den Geboten des Christentums zu unterstellen: „Diese Gewißheit sittlicher Totalität folgt allein aus der Unterstellung unter die höchste Autorität Gottes, des Herrn der Geschichte. Hier eröffnet sich der Einblick in die wesensnotwendige Verbindung von Nationalsozialismus und Christentum.“
Wolfs unrechtmäßiges Verhalten und extremer Fanatismus provozierte starken Widerstand in der Fakultät, so dass er am 7. Dezember 1933 nach seiner „Dekanatsrede“ Heidegger seinen Rücktritt anbot. Heidegger lehnte ab, bis ihm am 12. April 1934 vom Badischen Kultusministerium empfohlen wurde, Wolf wegen der „nicht ganz unbegründete[n] Bedenken“ der Fakultät als Dekan abzuberufen. Wolf kündigte am 15. April mit dem ebenfalls aus dem Amt scheidenden Rektor seinen Rücktritt an und zog sich in den folgenden Jahren ganz aus dem Fakultätsleben zurück. Ab Sommer 1934 wandte sich Wolf ganz seinem Engagement für die Bekennende Kirche zu und verfasste kirchenrechtlich-rechtstheologische Schriften. Laut Wolfs Schüler Alexander Hollerbach war es Erik Wolf gewesen, der durch die Übernahme eines Lehrauftrags für Evangelisches Kirchenrecht im Wintersemester 1933/34 dazu beigetragen hat, „in der Ära des Nationalsozialismus das Kirchenrecht im akademischen Bereich präsent zu halten“.

#### Das Rechtsideal des Nationalsozialistischen Staates (1934)
Am 20. November 1934 hielt Erik Wolf vor der Ortsgruppe Freiburg des Bundes nationalsozialistischer Juristen den Vortrag „Das Rechtsideal des Nationalsozialistischen Staates“. Dort äußerte er:
„Es gehört […] zu den Kennzeichen der Echtheit der nationalsozialistischen Revolution, daß die Bewegung eine zuvor versiegte Rechtsquelle: das Volkstum, wieder entdeckt und eine neue: das Führertum, erschlossen hat. […] Es ist nicht mehr das herkömmliche Ideal formaler Gleichheit der abstrakten Rechtssubjekte, es ist der Gedanke ständisch gestufter Ehre der völkischen Rechtsgenossen.“
Die neue Staatsverfassung erfordere den Einsatz der Juristen in Form der Gemeinschaftsverpflichtung, insbesondere solle im Familienrecht der Gedanke der Pflichtgemeinschaft schärfer hervortreten. Die „ehrbegründeten Wesensmerkmale“ des Volkes seien in dieser Sichtweise identisch mit den Wesensmerkmalen seines Rechts, die durch „Blut, Stand und Überlieferung“ gekennzeichnet seien. Daraus resultiere die Einheit der Ehre des Einzelnen wie der Gemeinschaft: „Unser Menschenideal im Recht ist also ein Rechtsgenosse, der aus und in der Volksgemeinschaft lebt und ihr dient, ihr sich verantwortlich fühlt und aus dieser Verantwortung die Kraft zieht, als sittliche freie Persönlichkeit auch andere zu führen, wo und wie das Volkswohl es verlangt. Nur einem solchen Menschenbild entspräche als Rechtsgrundwert die Ehre.“ Das Rechtsideal des nationalsozialistischen Staates sah Wolf im Ständestaat, weil er den Stand als ein „Ewig-Wesentliches, eine Ordnung Gottes“ ansah.

Symbol des Reichsnährstandes mit dem Parteiadler der NSDAP

Laut Claus Mühlfeld genügte die Rezeption des Volksgemeinschaftsgedankens für eine Ausgrenzung des „Artfremden“. Das rassenhygienische Vokabular diente als Vorlage für argumentative Versatzstücke, um auch „biologisch“ die Rechtsstandschaft des deutschen Menschen begründen zu können. Unterschieden wurde zwischen „den arteigenen Volksgenossen“ und „den nichtartgleichen Volksgästen, denen keine Rechtsstandschaft zukommt.“ Zu diesen wurden „rassisch Fremdstämmige und Ausländer“ gerechnet. Damit, so Heinz Müller-Dietz, war „der Weg zur rechtlichen Diskriminierung und Ausgrenzung juristisch gebahnt“. Gemäß Hollerbach zollte Wolf Tribut an die Blut-und-Boden-Ideologie und rechtfertigte „Artgleichheit“ zu Lasten der prinzipiellen Gleichheit aller Menschen. Seine „intellektuelle Kapitulation vor dem Nationalsozialismus“, so Mühlfeld, dokumentierte sich in seiner vorgetragenen Grundhaltung:
„Im Alltag des Rechtslebens wird echter Nationalsozialismus sich wohl dort am ehesten finden, wo der Idee des Führers wortlos, aber treulich nachgelebt wird.“
Gemäß Mehring wollte Wolf im Sinne der „Ordnung Gottes“ die Amtsträger auf die „Idee der Gemeinnützigkeit“ verpflichten und forderte „Gemeinnutz vor Eigennutz“ bis zur Bereitschaft „auch gegen die verständige Erfahrung mit dem Führer zu ziehen“. Nach Maßgabe dieser Tradition formulierte Wolf:
„Das Führerprinzip verlangt drei Grundeigenschaften: Amt, Charakter, Leistung“.
Laut Mehring wünschte sich Wolf einen christlich gesinnten Führer mit „innen- und außenpolitischer Autorität“ und den Wesenszügen „Väterlichkeit, Kriegssinn und Charisma“. Indem er neben dem Volksgeist erstmals auch das Führertum als eine Rechtsquelle anerkannte, zeichnete Wolf in seiner „Standortbestimmung des Nationalsozialismus“ ein „ideales Bild“ und Zerrbild der Verfassungswirklichkeit. Alle Programmschriften von Wolf der nationalsozialistischen Zeit, so Mehring, verbanden die staatliche Legitimität mit dem Glauben. Weil dieser Glaube für Wolfs „Rechtsideal des nationalsozialistischen Staates“ Voraussetzung war ergänzte er Richtiges Recht im nationalsozialistischen Staat um einen Aufsatz über Richtiges Recht und evangelischer Glaube, laut Mehring eine irrige „Unterstellung“ des Nationalsozialismus unter die Autorität Gottes. Dieser Aufsatz, der von Wolf 1937 stark überarbeitet wurde, wiederholte in der Erstfassung in wörtlichen Übereinstimmungen mit der Freiburger Dekanatsrede die Vorstellungen vom „Richtigen Recht der Deutschen“ im Nationalsozialismus und verband sie an die Autorität Gottes gemäß Luthers „Lehre von der Person und Volksordnung als Grundlage christlicher Rechtsgemeinschaft“. Wolf verstand den nationalsozialistischen Staat als totalen Staat einer totalen „Inpflichtnahme“ der Person für die Volksgemeinschaft in Verantwortung vor Gott:
„Denn im Gedanken des totalen Staates liegt eine Tendenz zur Selbstautorisierung und Selbstrechtfertigung, ja zur Selbstvergottung.“
Hollerbach folgerte, dass es in Wolfs Schriften nirgendwo eine „Total-Affirmation“ gegeben hätte. Die auf eine philosophisch-theoretische Fundierung des Rechts- und Staatsdenkens im Zeichen des Nationalsozialismus hinführende Linie sei Ende 1934 abgebrochen. Jedoch habe Wolfs NS-Begeisterung in Verbindung mit Veränderungen seiner „kriminalpolitischen Auffassungen“ zu einer Entfremdung zwischen ihm und Freunden wie Radbruch und Gerhart Husserl, der im April 1933 wegen seiner jüdischen Abstammung seinen Lehrstuhl räumen musste, beigetragen. Bei einer Begegnung mit Gerhart Husserl habe Wolf geäußert: „Es ist ja sehr bedauerlich, daß Sie jetzt in eine solche unangenehme Lage gekommen sind. Das ist aber ein von Gott geschicktes Martyrium, das Sie würdig tragen müssen und bei dem auch niemand Ihnen helfen darf.“

### Zweifel an der NS-Ideologie
Laut Christoph Scheuren-Brandes wandelte sich Erik Wolfs anfängliche Begeisterung für den Nationalsozialismus schnell in aktiven Widerstand. Im September 1933 wurde er in die Landessynode der Evangelischen Landeskirche berufen, wo er im Juli 1934 als Mitglied der Fraktion der Positiven gegen die Eingliederung der Landeskirche in die „Reichskirche“ stimmte. 1935–1936 aber sprach er sich für die Todesstrafe aus und postulierte einen materiellen Unrechtsbegriff, der auch ungeschriebenes Recht, einschließlich Führerbefehlen umfasse. Strafgrund sei das Werturteil der Volksgemeinschaft, es gebe „kein Verbrechen an sich, sondern vor ihr“. „Andersartigen“ sprach er die „Rechtsstandschaft“ ab und rechtfertigte damit den Entzug staatsbürgerlicher Rechte, insbesondere die Entlassung jüdischer Beamter. Nach eigenen Angaben habe er seit 1933 zunehmende Skepsis gegenüber dem Nationalsozialismus entwickelt, aber erst das Jahr 1937 hätte die „eigentliche Wende“ gebracht.

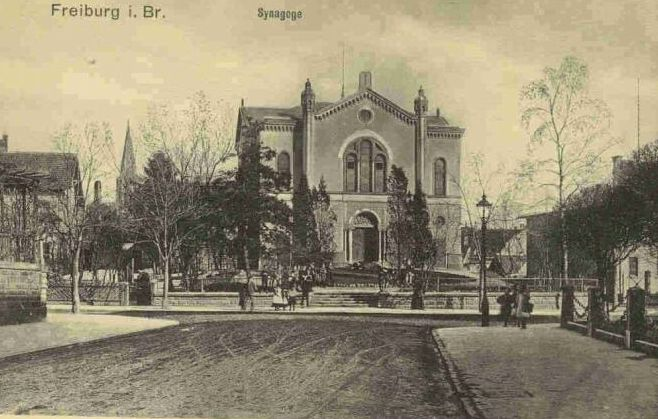
Die Freiburger Synagoge

Ab 1936 engagierte sich Erik Wolf als Mitglied der Bekennenden Kirche und erarbeitete im Januar 1943 zusammen mit Franz Böhm, Constantin von Dietze, Adolf Lampe und Gerhard Ritter im Freiburger Kreis die von der Leitung der Bekennenden Kirche beauftragte Freiburger Denkschrift Politische Gemeinschaftsordnung: ein Versuch zur Selbstbesinnung des christlichen Gewissens in den politischen Nöten. Zusammen mit den nationalsozialistischen Juristen Theodor Maunz und Horst Müller trat Wolf am 1. Mai 1937 in die NSDAP ein. Laut dem Biografen und ehemaligen Assistenten Wolfs Alexander Hollerbach ist die Mitgliedschaft in der NSDAP durch Wolf als „Formsache“ aufgefasst worden. Wolf hätte gehofft, sie würde ihm vor allem für seine kirchlichen Aktivitäten einen gewissen Schutz bieten. Hollerbach bezieht sich ferner auf „ein durch Bernd Rüthers bestätigtes Zeugnis eines Studenten“, der „ein oder zwei Tage“ nach dem Niederbrennen der Freiburger Synagoge am 9. November 1938 in der Vorlesung von Erik Wolf saß, als dieser äußerte, „nun müsse die Staatsanwaltschaft Freiburg gegen die Brandstifter und Verwüster dieser Nacht Anklage wegen Landfriedensbruchs erheben.“
Wolf distanzierte sich vom Nationalsozialismus nicht öffentlich. Er versuchte 1939, zur Überwindung des Methodenstreits in der nationalsozialistischen Rechtswissenschaft beizutragen, indem er ausführte, die „materiellen Inhalte der Gerechtigkeit im Raum des deutschen Rechts der Gegenwart sind durch den Nationalsozialismus vorgegeben. Von seiner Idee her bestimmen sich alle einzelnen Rechtsideale, auch die des Strafrechts.“ Die Synthese für das Strafrecht (zwischen Täter- und Tatstrafrecht) sah er bei Hegel und Heidegger. Laut Christoph Mährlein waren bei Wolf zwar deutliche Abgrenzungen zur NS-Ideologie erkennbar, aber es war nicht ganz klar, ob er dem Nationalsozialismus nicht mehr anhing.
Während des Zweiten Weltkriegs arbeitete Wolf beim NS-Projekt „Kriegseinsatz der Geisteswissenschaften“ mit.
Nach den Erinnerungen Günter Spendels hatte sich Wolf, der nach 1933 Ausführungen zugunsten des NS-Regimes gemacht hatte, Ende 1941 zu einem entschiedenen Gegner des NS-Systems gewandelt. Nach 1945 erzählte Wolf Spendel, dass nach dem Attentat vom 20. Juli 1944 ihn die Freiburger Gestapo einbestellte. Dabei habe ihm der vernehmende Beamte gesagt, Wolf seien als Rechtsgelehrter aus der Rechtsgeschichte die Mittel bekannt, mit denen man einem Geständnis nachhelfen könne.

### Nachkriegszeit
Nach dem Zweiten Weltkrieg war Erik Wolf von 1946 bis 1948 Vorsitzender des Verfassungsausschusses der Evangelischen Kirche in Deutschland (EKD) sowie 1948 Delegierter der Weltkirchenkonferenz in Amsterdam (Gründungsversammlung des Ökumenischen Rats der Kirchen). In seinem Buch Vom Wesen des Rechts in deutscher Dichtung befragte er 1946 das Werk großer Dichter wie Hölderlin, Adalbert Stifter und Johann Peter Hebel nach dem, was Recht und Gerechtigkeit für Wesen und Dasein des Menschen bedeuten.
Wolf lebte seit 1959 im Kaiserstühler Dorf Oberrotweil (Stadt Vogtsburg im Kaiserstuhl), wo er auch bestattet ist.
Wolf erhielt im November 1948 den theologischen Ehrendoktortitel in Heidelberg. 1967 wurde er emeritiert. Mit dem Sigmund-Freud-Preis für wissenschaftliche Prosa wurde er 1972 ausgezeichnet. 1972 erhielt er den juristischen Ehrendoktor in Athen und 1977 den philosophischen Ehrendoktor in Tübingen.

## Schriften (Auswahl)
- Strafrechtliche Schuldlehre. 1928.
- Richtiges Recht im nationalsozialistischen Staate. 1934.
- Große Rechtsdenker der deutschen Geistesgeschichte. 1939, 4. Auflage 1963.
- Vom Wesen des Rechts in deutscher Dichtung. 1946.
- Rechtsgedanke und biblische Weisung: Drei Vorträge. Tübingen 1948.
- Griechisches Rechtsdenken. Vittorio Klostermann, 4 Bde., Frankfurt am Main 1950–1970.
- Das Problem der Naturrechtslehre. 1955.
- Ordnung der Kirche. 1961.
- Rechtsphilosophische Studien. Hrsg. von Alexander Hollerbach, 1972.
- Rechtstheologische Studien. Hrsg. von Alexander Hollerbach, 1972.
- Studien zur Geschichte des Rechtsdenkens. Hrsg. von Alexander Hollerbach, 1982.

## Herausgeberschaft
- Symposion. Philosophische Schriftenreihe. 1958 von Max Müller, Bernhard Welte und Erik Wolf begründet und bis 1975 hrsg. Karl Alber, Freiburg i. Br./München.